# Virovitica
Virovitica (udtale |ʋirɔʋǐtit͡sa|) er en kroatisk by nær den ungarske grænse. Den ligger nær floden Drava og hører til den historiske region Slavonien. Virovitica har en befolkning på 14.688, med 21.291 mennesker i kommunen (folketælling 2011). Det er også hovedstaden i Virovitica-Podravina distrikt.

## Historie
Byen nævnes første gang i 1234. Den var en del af Det Osmanniske Rige mellem 1552 og 1684 og var kaza-center først i Sandjak af Pojega (1552-1601), senere i Sandjak af Rahoviçe i Kanije Eyalet (1601-1684) indtil Habsburgernes erobring i 1684.
I slutningen af det 19. århundrede og begyndelsen af det 20. århundrede var Virovitica distriktshovedstad i det tidligere Virovitica distrikt i Kongeriget Kroatien-Slavonien.

## Galleri
- Pejačević slot
- Indkøbscenter
- Bypark
- Kirke i Virovitica
- Skole
- Stjepan Radić-gaden
- Virovitica Hospital